# La Comtesse Maritza (film, 1932)
Pour les articles homonymes, voir La Comtesse Maritza.
Pour plus de détails, voir Fiche technique et Distribution.
La Comtesse Maritza (Gräfin Mariza) est un film musical allemand de 1932 réalisé par Richard Oswald et mettant en vedette Dorothea Wieck, Hubert Marischka et Charlotte Ander.
Le scénario du film est basé sur l'opérette Comtesse Maritza d'Emmerich Kálmán, Julius Brammer et Alfred Grünwald.
Le film a été tourné aux studios Tempelhof à Berlin. Les décors du film ont été conçus par le directeur artistique Franz Schroedter (de).

## Fiche technique
- Titre français : La Comtesse Maritza[1]
- Titre original :  Gräfin Mariza
- Réalisation : Richard Oswald
- Scénario : Fritz Friedmann-Frederich
- Photographie : Heinrich Gärtner
- Montage : Max Brenner, Friedel Buckow
- Musique :
- Costumes :
- Production : Richard Oswald, G. Pasqual
- Pays de production : République de Weimar
- Langue originale : allemand
- Format : noir et blanc
- Genre : musical
- Durée : 115 minutes
- Dates de sortie :
  - République de Weimar : 15 septembre 1932 (à Leipzig)
  - France : 8 février 1935

## Distribution
- Dorothea Wieck : Gräfin Mariza
- Hubert Marischka : Török, Gutsverwalter
- Charlotte Ander : Lisa
- Ferdinand von Alten : Fürst Popoff
- Anton Pointner : baron Liebenberg
- Ernő Verebes : Koloman Zsupan
- SZ Sakall : Lampe
- Traute Flamme : Ilka
- Mariette Keglevich : Manja
- Edith Karin : Magd